# Стрежинка
Стрежинка, ранее Стреженка — река в западной части Тверской области, правый приток Торопы. Длина реки составляет 10 километров (с учётом течения перед озером Стрежино).
Протекает по территории Пожинского сельского поселения Торопецкого района.
Стрежинка берёт начало в 3 километрах к югу от деревни Чистое. Течёт в целом на юго-восток по не населённой местности, протекает через озеро Стрежино, впадает в Торопу.
Населённых пунктов на берегу Стрежинки нет, в бассейне реки расположена деревня Стрежино.